# Eupteryx parasensis
Eupteryx parasensis är en insektsart som beskrevs av Samad och M. Firoz Ahmed 1979. Eupteryx parasensis ingår i släktet Eupteryx och familjen dvärgstritar.
Artens utbredningsområde är Pakistan. Inga underarter finns listade i Catalogue of Life.